# NGC 3169

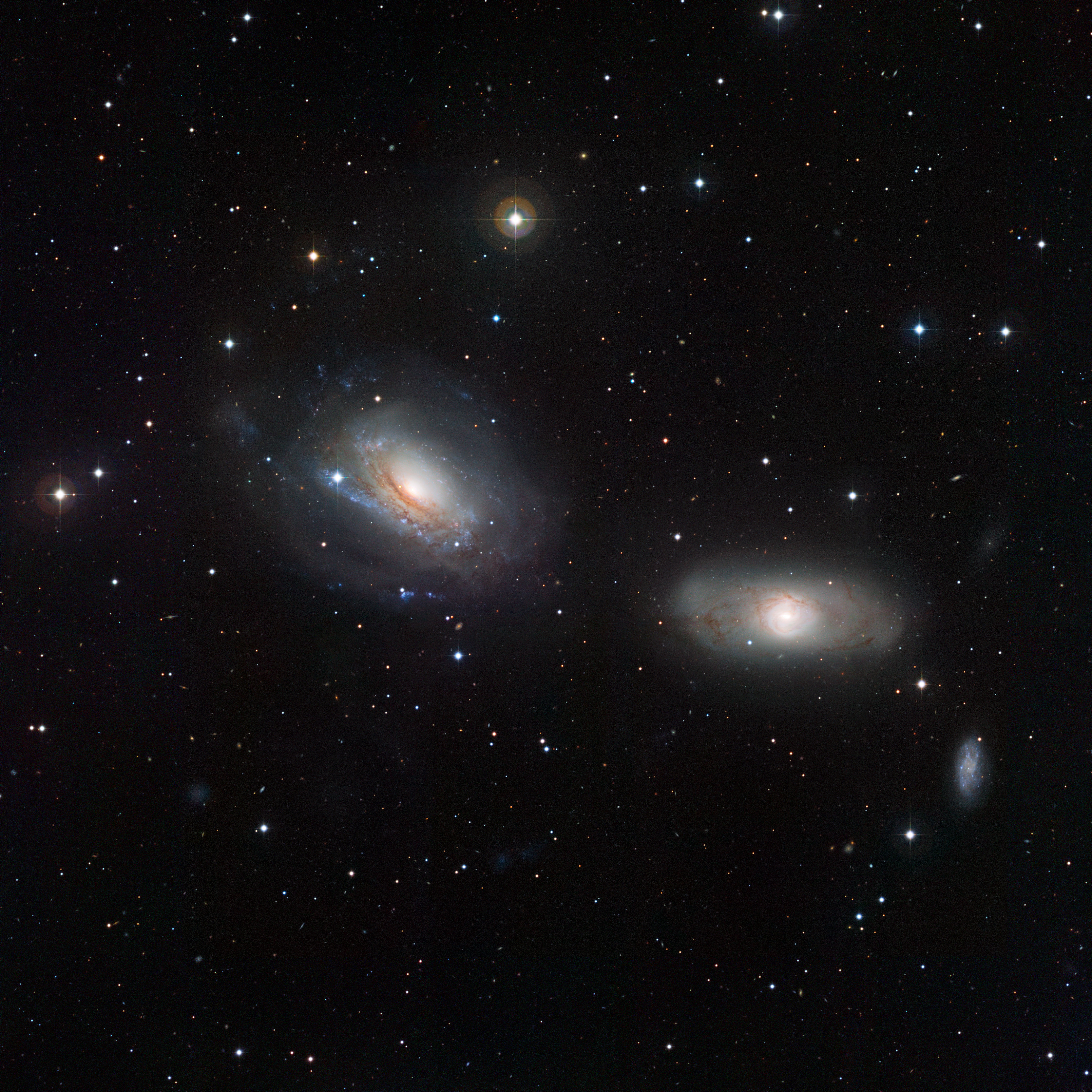
صورة التقطها مرصد لاسيلا في تشيلي للمجرتين NGC 3169 (يسار) و NGC 3166 (يمين).

NGC 3169 في علم الفلك هي مجرة حلزونية من التصنيف Sa طبقا لتصنيف هابل وترى في اتجاه كوكبة السدس. تشغل المجرة إن جي سي 3169 زاوية قوسية قدرها 4,7' × 2,5' ويبلغ لمعانها الظاهري 3و10 قدر ظاهري . وهي تكوّن مع المجرة إن جي سي 3166 زوجا من المجرات ويحدث بينهما اندماج.
اكتشف العالم الفلكي وليام هيرشل المجرة إن جي سي 3169 في يوم 19 ديسمبر 1783.
في عام 2003 أكتشف فيها مستعر أعظم يسمى SN 2003cg وهو من نوع مستعر أعظم نوع 1أ Supernova Type Ia ، ولا يزال العلماء مشغولون في رصده ودراسته.

## من خصائصها
هي مجرة بها منطقة قليلة التأين تصدر شعاع طيف نووي low-ionization nuclear emission-line region (LINER)
؛ هذه الأشعة من أشعة إكس وتصدر من منطقة نواة المجرة. ووجود مصدر في قلب المجرة يصلق شعاعا سينيا ذي طاقة عالية يعني أن قلب النجرة نشيط. وأجيال النجوم في قلب المجرة وفي حلقة حوله يبلغ نصف قطرها 6″, ينبئء بأن عمرها لا يزيد عن مليار سنة وهي بصفة عامة أصغر عمرا من النجوم المحيطة الخارجية. وهذا يعني أنه حدث قبل مليار سنة «نشاط» في النواة أدى إلى تكوّن تلك النجوم التي تعتبر جديدة.
في عام 1984 اكتشف مستعر أعظم نوع 2
Type II-L supernova في هذه المجرة . وسمي هذا الحدث 1984E والطيف الصادر منه في نطاق الاشعة المرئية وأظهر خطوط طيف بالمر التي تشير إلى أن الانفجار قد حدث داخل غلاف من الهيدروجين كثيف حول النجم. ويبدو أن ذلك الغلاف قد تكوّن بسبب ريح نجمي شديد من النجم الذي حدث فيه هذا الانفجار. كما شوهد مسعر أعظم ثاني في عام 2003 ؛ وهو من نوع مستعر أعظم نوع 1أ . وسمي هذا المستعر SN 2003 cg ووصلت شدة لمعانه 94,15 قدر ظاهري
توجد المجرة
NGC 3169 بالقرب من المجرة NGC 3166]] ويبدو أن المسافة بينهما تبلغ نحو 160 ألف سنة ضوئية ( أي 50 ألف فرسخ فلكي). ويبدو أن تفاعل جاذبيتهما عملت على تشويه قرص المجرة NGC 3166 . وإذا ضممنا لهما المجرة NGC 3156 فإن الثلاثة مجرات تكون عنقود مجرات داخل مجموعة ليو 1 . وتنغمس الثلاثة مجرات في حلقة واسعة من الهيدروجين المتعادل ويتمركز في المجرة إن جي سي 169 .

## وصلات خارجية
- APOD: NGC 3169 and NGC 3166 (02/28/2004)
- ADS: Supernova 2003cg in NGC 3169
- SEDS: NGC3169
- إن جي سي 3169 على موقع ويكي سكاي: DSS2, SDSS, GALEX, IRAS, Hydrogen α, X-Ray, Astrophoto, Sky Map, Articles and images

## اقرأ أيضا
- عنقود هيدرا المجري
- إن جي سي 4314